# The Loudwater Mystery
The Loudwater Mystery es una película basada en la novela homónima de Edgar Jepson.

## Otros créditos
- Color: Blanco y negro
- Sonido: Muda

- Datos: Q7748840